# 누마베촌 (미야기현 도다군)
누마베촌(沼部村)은 1954년까지 일본 미야기현 도다군 북서부에 존재했던 촌이다. 현재의 오사키시에 해당한다.

## 역사
1889년 4월 1일 - 정촌제 시행과 함께 6촌이 합병해 누마베촌이 성립하였다.
- 1954년 5월 3일 - 다지리정, 오누키촌과 합병해, 새로운 다지리정이 되었다.

## 참고문헌
- 『宮城県町村合併誌』（宮城県地方課、1958）